# Guido Torrigiani
Guido Torrigiani (Porto Santo Stefano, 13 gennaio 1920 – Pisa, 7 giugno 2000) è stato un matematico e politico italiano.

## Biografia
Nato a Porto Santo Stefano il 13 gennaio del 1920, Guido Torrigiani trascorse l'infanzia spostandosi più volte a seguito del padre segretario comunale, frequentando le scuole elementari tra la Maremma e il Carrarese, la scuola media a Sondrio, e il liceo classico a Savona. Si laureò in matematica alla Scuola Normale Superiore di Pisa nel 1942.
Fu iscritto al Partito d'Azione, e in seguito allo scioglimento di questo, aderì al Partito Socialista Italiano. Stabilitosi a Livorno, divenne docente di analisi matematica all'Accademia navale. Nel 1956 fu eletto presidente della Provincia di Livorno, poi ricofermato per un secondo mandato.
Nella seconda metà degli anni sessanta è chiamato dall'amico Alessandro Faedo, rettore dell'Università di Pisa, a partecipare alla creazione del Centro Nazionale Universitario di Calcolo Elettronico, di cui sarà anche direttore fino al 1979. Fu inoltre docente di analisi matematica nella facoltà d'ingegneria di Pisa e ricercatore per il Dipartimento di matematica applicata "Ulisse Dini".
Dal 1975 al 1990 fu presidente dell'Istituto superiore di studi musicali Pietro Mascagni e promotore dell'attività concertistica labronica.
Morì a Pisa il 7 giugno 2000 per arresto cardiaco. Tra i numerosi messaggi di cordoglio, quello del presidente della Repubblica Carlo Azeglio Ciampi, del quale era amico.